# Bowles Creek
Bowles Creek är ett vattendrag i Antarktis. Det ligger i Östantarktis. Nya Zeeland gör anspråk på området.